# Église Saint-Quentin d'Estrées-Deniécourt
L'église Saint-Quentin d'Estrées est une église catholique située à Estrées-Deniécourt, dans le département de la Somme, au sud de Péronne.

## Historique
Les villages d'Estrées et de Deniécourt furent totalement détruits pendant la Première Guerre mondiale, classés en Zone rouge, ils ne devaient pas, en principe, être reconstruits. La ténacité des habitants fit changer d'avis les autorités qui autorisèrent la reconstruction du village d'Estrées et du hameau de Deniécourt qui eurent chacun une église neuve. Au début de la Seconde Guerre mondiale, pendant la Campagne de France de 1940, Estrées-Deniécourt fut à nouveau détruit.
En 1948, la commune adhéra à la coopérative de reconstruction des églises dévastées. L'architecte péronnais Marc Quentin, qui fut par la suite architecte à Royan et à Rochefort-sur-Mer, fut choisi pour diriger les travaux de reconstruction de l'église qui fut achevée en 1959. Marc Quentin conçut également la décoration intérieure.

## Caractéristiques

### Extérieur
L'église d'Estrées est une construction en béton armé à l'architecture moderniste. Une ossature en béton structure l'édifice dépourvu de murs apparents, ce sont les deux versants de la toiture qui vont jusqu'au sol. L'éclairage s'effectue par cette toiture originale percée de multiples petits carrés garnis de verre teinté vert ou blanc. La toiture est en tôle qui a la particularité de laisser passer la lumière.
L'entrée est protégée par un auvent et un fin clocher de béton domine l'édifice.

### Intérieur
À l'intérieur, un escalier de béton donne accès à une tribune. Le maître-autel est encadré par une sorte d'arc triomphal épuré, en béton. Les quatorze stations du Chemin de croix furent conçues par Marc Quentin de même que le mobilier : bancs des fidèles, le confessionnal, le siège des officiants.
La façade occidentale est composée d'une claustra triangulaire tandis que le mur de chevet est composé de cellules quadrangulaires percées de trois petits carrés garnis de verres teintés.
Les fonts baptismaux en béton, à l'entrée de l'église, sont de forme circulaire ; la forme d'un poisson y apparaît en creux.

## Photos

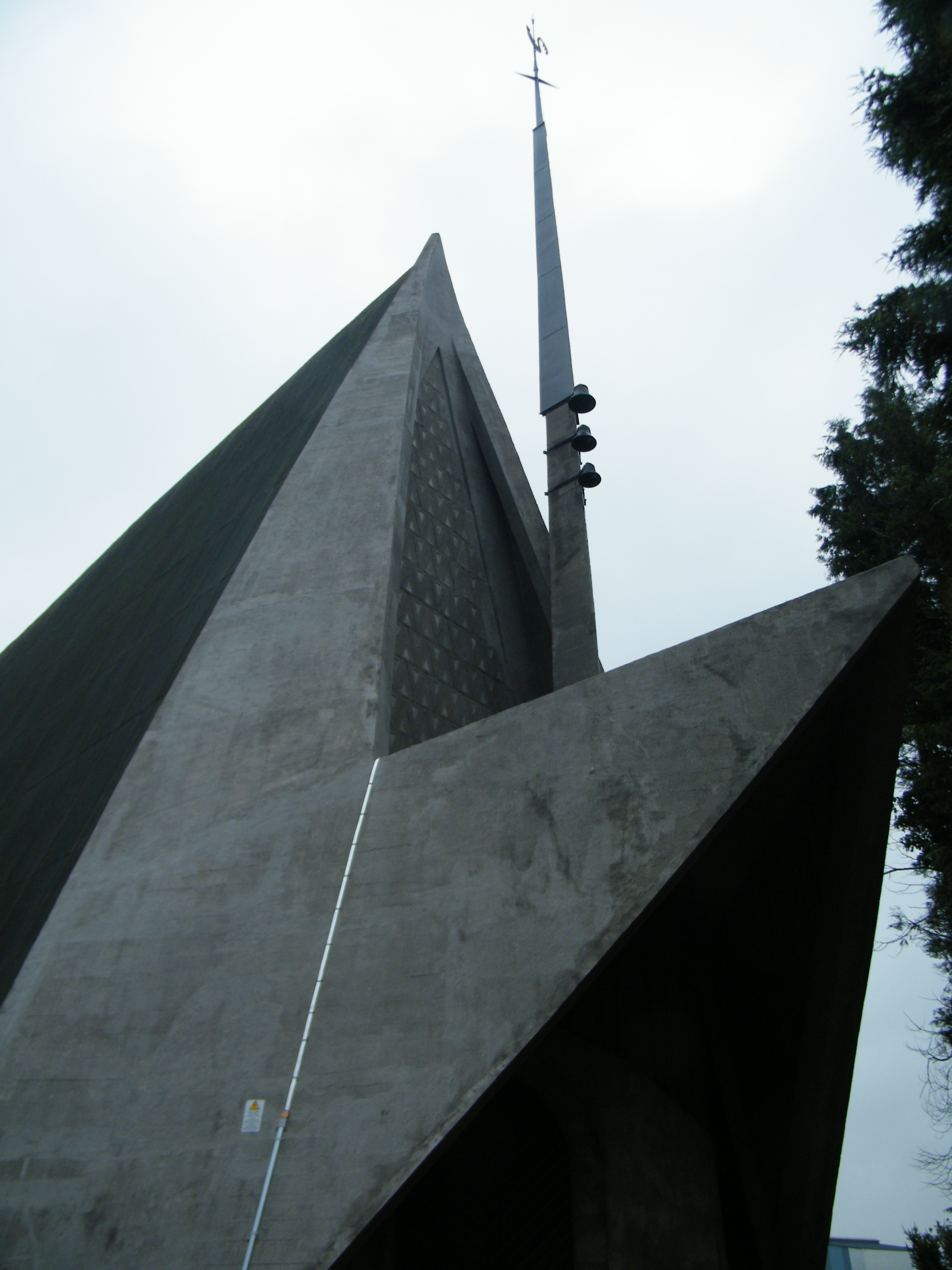
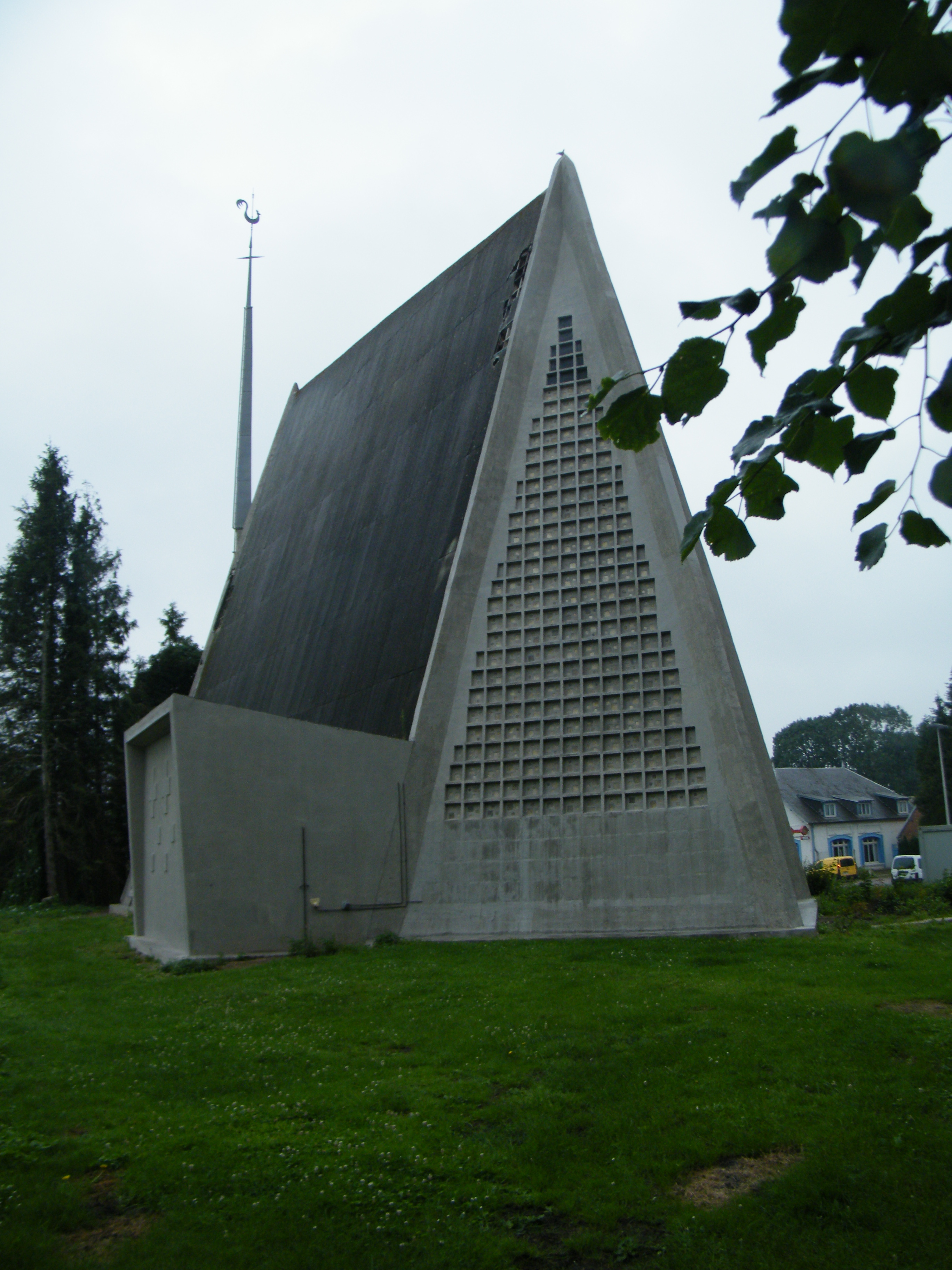
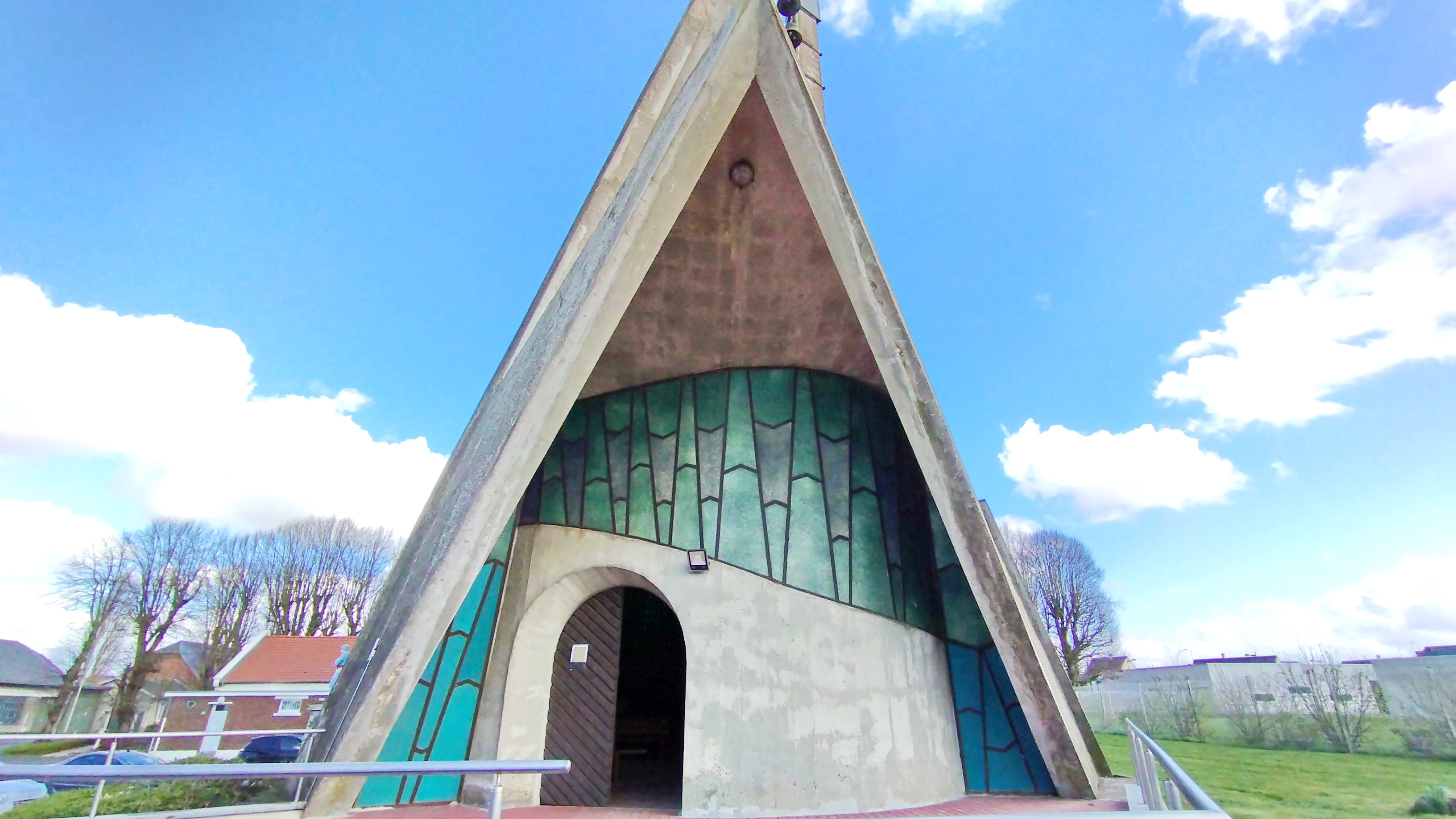
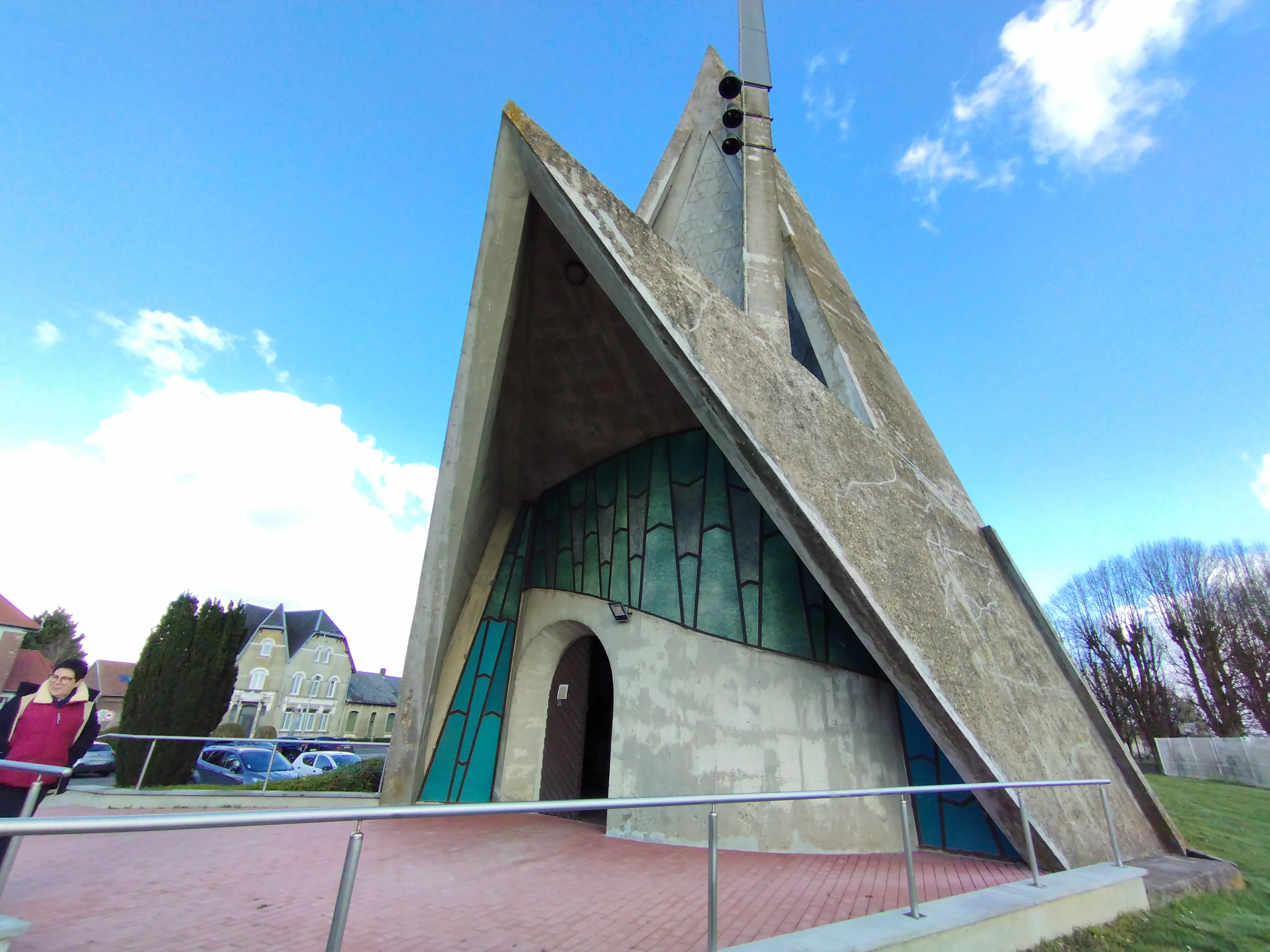